# Christian Darrisaw
Christian Darrisaw (geboren am 2. Juni 1999 in Petersburg, Virginia) ist ein US-amerikanischer American-Football-Spieler auf der Position des Offensive Tackles. Er spielte College Football für Virginia Tech. Im NFL Draft 2021 wurde Darrisaw in der ersten Runde von den Minnesota Vikings ausgewählt.

## College
Darrisaw wurde in Petersburg, Virginia, geboren und besuchte die Riverdale Baptist High School in Upper Marlboro, Maryland, an der er Football und Baseball spielte. Er nahm ein Stipendienangebot von Virginia Tech an, musste allerdings zunächst wegen schlechter akademischer Leistungen ein Jahr lang auf die Fork Union Military Academy gehen. Von 2018 bis 2020 spielte Darrisaw College Football für die Virginia Tech Hokies. Er war vom ersten Spiel seiner Freshman-Saison an Starter auf der Position des Left Tackles, zwei Spiele verpasste er wegen einer Knöchelverletzung. Auch in den folgenden beiden Jahren war Darrisaw Stammspieler, er kam in allen Partien als Starter zum Einsatz. In der Saison 2020 wurde er in das All-Star-Team der Atlantic Coast Conference (ACC) gewählt. Insgesamt bestritt Darrisaw 34 Spiele für die Virginia Tech Hokies. Nach der Saison 2020 gab er seine Anmeldung für den NFL Draft bekannt.

## NFL
Darrisaw wurde im NFL Draft 2021 an 23. Stelle von den Minnesota Vikings ausgewählt. In Minnesota sollte er Riley Reiff auf der Position des Left Tackles nachfolgen. Am 23. Mai 2021 unterschrieb er einen Vierjahresvertrag mit einer Teamoption für ein fünftes Jahr. Verletzungsbedingt verpasste er den Großteil der Saisonvorbereitung und auch den Beginn der Saison. Sein NFL-Debüt in der Offense gab Darrisaw am 5. Spieltag gegen die Detroit Lions, dabei wechselte er sich mit Rashod Hill als Left Tackle ab. Ab dem folgenden Spiel gegen die Carolina Panthers in Woche 6 war Darrisaw Starter und behielt diese Position für den Rest der Saison inne. Wegen einer Knöchelverletzung verpasste er die Partien am 13. und am 14. Spieltag. In seiner zweiten NFL-Saison verpasste Darrisaw drei Partien wegen Gehirnerschütterungen und bestritt 14 Spiele als Starter. Er zählte ab seiner zweiten NFL-Saison zu den besten Spielern auf seiner Position. In der Saison 2023 fehlte Darrisaw in zwei Spielen verletzungsbedingt.
Im Juli 2024 einigte Darrisaw sich mit den Vikings, die zuvor in der Offseason bereits die Fifth-Year-Option seines Rookievertrags gezogen hatten, auf eine Vertragsverlängerung um vier Jahre im Wert von 113 Millionen US-Dollar. In der Saison 2024 kam Darrisaw nur in sieben Spielen zum Einsatz, da er ab dem achten Spieltag infolge einer schweren Knieverletzung im Spiel gegen die Los Angeles Rams für den Rest der Saison ausfiel. Er wurde für die verbleibenden Spiele durch den von den Jacksonville Jaguars verpflichteten Cam Robinson ersetzt.